# Кавалья
Кавалья (итал. Cavaglià) — коммуна в Италии, располагается в регионе Пьемонт, в провинции Бьелла.
Население составляет 3675 человек (2008 г.), плотность населения составляет 147 чел./км². Занимает площадь 25 км². Почтовый индекс — 13881. Телефонный код — 0161.
Покровителем коммуны почитается Архангел Михаил, празднование 29 сентября.

## Демография
Динамика населения:

## Города-побратимы
- Монбазен, Франция (2013)

## Администрация коммуны
- Официальный сайт: